# Гродзіще (Свідницький повіт)
Гродзіще (пол. Grodziszcze) — село в Польщі, у гміні Свідниця Свідницького повіту Нижньосілезького воєводства.
Населення — 925 осіб (2011).
У 1975—1998 роках село належало до Валбжиського воєводства.

## Демографія
Демографічна структура станом на 31 березня 2011 року:
|          | Загалом | Допрацездатний вік | Працездатний вік | Постпрацездатний вік |
| -------- | ------- | ------------------ | ---------------- | -------------------- |
| Чоловіки | 447     | 89                 | 324              | 34                   |
| Жінки    | 478     | 92                 | 298              | 88                   |
| Разом    | 925     | 181                | 622              | 122                  |